# Філду-де-Жос
Філду-де-Жос (рум. Fildu de Jos) — село у повіті Селаж в Румунії. Адміністративний центр комуни Філду-де-Жос.
Село розташоване на відстані 363 км на північний захід від Бухареста, 29 км на південь від Залеу, 44 км на захід від Клуж-Напоки.

## Населення
За даними перепису населення 2002 року у селі проживали 283 особи. Рідною мовою 282 особи (99,6%) назвали румунську.
Національний склад населення села:
| Національність | Кількість осіб | Відсоток |
| -------------- | -------------- | -------- |
| румуни         | 257            | 90,8%    |
| цигани         | 22             | 7,8%     |